# Piurabergtyrann
Piurabergtyrann (Ochthoeca piurae) är en fågel i familjen tyranner inom ordningen tättingar.

## Utseende och läte
Liksom andra bergtyranner uppvisar piurabergtyrannen en svart ögonmask och ett långt vitt ögonbrynsstreck. Den skiljer sig från andra arter i sitt utbredningsområde genom en kastanjebrun strimma i vingen och avsaknad av gult i ögonbrynsstrecket. Sången består av en tonlös och torr drill, ibland stammande. 
Â== Utbredning och systematik ==
Fågeln förekommer lokalt i Anderna i nordvästra Peru (Piura till Áncash). Den behandlas som monotypisk, det vill säga att den inte delas in i några underarter.

## Levnadssätt
Piurabergtyrannen bebor både torra och halvfuktiga bergsskogar.

## Status
Trots det begränsade utbredningsområdet och att den tros minska i antal anses beståndet vara livskraftigt av internationella naturvårdsunionen IUCN.